# Блан, Эрик
Эрик Блан (настоящее имя Эрик Дегбеньи, род. 13 октября 1965 г. Котону, Бенин) — французский актёр театра и кино, юморист, комик, известный пародист бенинского происхождения.
Родился в г. Котону в семье судьи и няни. В 1975 году его семья перебралась в Париж после военного переворота в Бенине генерала Кереку. Эрик изучал юриспруденцию, но бросил учёбу ради сцены. В 1986 году он впервые вышел на сцену в кабаре Caveau de la République с пародиями на Жискара д Эстена, Фредерика Миттерана и Яника Ноа. Вскоре Блан начал регулярно работать на телевидении в программе La Classe канала France 3.
Блан впервые выступил с сольным шоу в театре Батаклан, потом в зале Бобино. Во второй половине 1980-х его пародии проходили с большим успехом. Французские СМИ представляли его как единственного негра, подражающего знаменитым белым. В 1988 году он с блеском исполнил главную роль в фильме Black Mic-Mac 2, на следующий год в фильме «Нежданный гость», в котором он даёт ответ Виктору Лану.
В дальнейшем в карьере Блана случился провал, после тяжбы с кинокритиком Анри Шапье. Блан составил пародию на церемонию награждения премией «Сезар» и 16 октября 1987 года выступил с ней на передаче Bains de minuit Тьери Андерссона и высмеивал при этом гомосексуальность Шапье. Одна из шуток Блана пародировала Шапье: «Мужчины похожи на кофе, я люблю сильных и чёрных!» С 1988 года Блан оказался отлучён от телевидения. Тем не менее, он продолжил актёрскую деятельность, выступая в театре и реже играя в кино.

## Спектакли
- 1988 : Le Noir qui imite les Blancs
- 2004 :  Itinéraire d’un Noir gâté
- 2009 : Éric Blanc sort du noir
- 2013 : Mon frère blanc

## Театр
- 2012 : Discussion philosophique autour d'un réverbère автор Жан-Люк Бетрон[4]
- Pas nés sous la même étoile автор Hazis Vardar
- Qui m’aime me suive ! автор Bruno Duart, постановщик Xavier Letourneur
- 2015 : Ma femme est sortie автор Jean Barbier, постановщики Jean-Pierre Dravel и Olivier Macé.
- 2018 : La Tête dans les étoiles, авторы Axelle Marine и Catherine Bauer, постановщик Axelle Marine

## Фильмография

### Кино
- 1987 : L'Œil au beur(re) noir
- 1988: Налево от лифта — негр-полицейский
- 1988 : Black Mic-Mac 2 — Феликс
- |1989 : Thank You Satan — Грегуар Девил
- 1989 : Нежданный гость — Мартин Гэллар
- 1997 : Que la lumière soit ! — хранитель парка
- 2000 : Retour à la vie — Паскаль Бомле : курьер

### Телевидение
- 1988 : Le Bonheur d'en face — Toussaint
- 1989 : Pas de pitié pour les croissants — Noël blanc
- 1996 : L’Un contre l’autre — Marcel
- 2000 : Un gars, une fille — сосед